# 宋旻揆
宋 旻揆（ソン・ミンギュ、朝: 송민규、1999年9月12日 - ）は大韓民国のサッカー選手。ポジションはFW、MF。全北現代モータース所属。

## 経歴
2018シーズンに浦項スティーラースに加入した。5月2日の仁川ユナイテッドFC戦でデビュー。
2020シーズンは10得点6アシストを記録したことで、チームのAFCチャンピオンズリーグ出場権の獲得に貢献し、最優秀若手選手賞を受賞した。
2021シーズンの夏より、全北現代モータースに加入した。その後、セルティックFCからの関心も報じられた。

### 代表
2021年6月9日のスリランカ代表戦でA代表デビュー。
2022 FIFAワールドカップの本大会メンバーにも選出された。

## 代表歴

### 出場大会
- 韓国代表
  - 2022 FIFAワールドカップ

### 試合数
- 国際Aマッチ 14試合 1得点（2021年-）[6]

| 韓国代表 | 国際Aマッチ | 国際Aマッチ |
| 年       | 出場        | 得点        |
| -------- | ----------- | ----------- |
| 2021     | 7           | 0           |
| 2022     | 6           | 1           |
| 2023     | 0           | 0           |
| 2024     | 1           | 0           |
| 通算     | 14          | 1           |